# Oithona setigera
Oithona setigera är en kräftdjursart som beskrevs av James Dwight Dana 1852. Oithona setigera ingår i släktet Oithona och familjen Oithonidae. Inga underarter finns listade i Catalogue of Life.